# Список трамвайных систем Австралии
Список содержит перечень трамвайных систем, действовавших ранее или действующих в настоящее время в городах Австралийского Союза. При этом под трамвайной системой понимается линия или сеть линий городского общественного пассажирского транспорта, использующая рельсовые транспортные средства и работающая по рельсовым путям, проложенным в основном по улицам городов.
По состоянию на 2022 год в Австралии эксплуатируются сети городского электрического трамвая в шести городах — Аделаиде, Голд-Косте, Канберре, Мельбурне, Нью-Касле и Сиднее. При этом трамвайная система Мельбурна является самой большой в мире по протяжённости пути, отобрав первенство у Санкт-Петербурга (Россия), существенно сократившего свою трамвайную сеть в середине первого десятилетия XXI века. В ряде городов Австралии действуют также небольшие музейно-туристические линии с восстановленными или воссозданными историческими трамвайными вагонами.
| №  | Город         | Штат                 | Трамвайная система             | Годы работы | Тяга                                                                                 | Фото | Примечание |
| -- | ------------- | -------------------- | ------------------------------ | ----------- | ------------------------------------------------------------------------------------ | ---- | --- |
| 1  | Аделаида      | Южная Австралия      | Glenelg tram line              | 1878 — н.в. | конная, затем электрическая                                                          |      | В пригороде Сент-Килда действует трамвайный музей, экспонирующий все типы вагонов, курсировавших в Аделаиде в разное время.                                |
| 2  | Балларат      | Виктория             | Балларатский трамвай           | 1887 — 1971 | конная, затем электрическая                                                          |      | В городе действует трамвайный музей; сохранена небольшая часть путей, по которой могут курсировать музейные вагоны.                                        |
| 3  | Бендиго       | Виктория             | Трамвай Бендиго                | 1887 — 1971 | паровая, затем электрическая                                                         |      | В городе действует трамвайный музей с реставрационными мастерскими; сохранена часть путей, по которой музейные вагоны курсируют для туристов.              |
| 4  | Брисбен       | Квинсленд            | Брисбенский трамвай            | 1885 — 1969 | конная, затем электрическая                                                          |      | В городе действует трамвайный музей. |
| 5  | Брокен-Хилл   | Новый Южный Уэльс    |                                | 1902 — 1926 | паровая                                                                              |      | |
| 6  | Виктор-Харбор | Южная Австралия      | Victor Harbor Horse Drawn Tram | 1894 — 1956 | конная                                                                               |      | В 1986 году конка была воссоздана как туристический аттракцион.                                                                                            |
| 7  | Голд-Кост     | Квинсленд            | Gold Coast Light Rail          | 2014 — н.в. | электрическая                                                                        |      | |
| 8  | Голер         | Южная Австралия      |                                | 1879 — 1931 | конная                                                                               |      | |
| 9  | Джелонг       | Виктория             | Трамвай Джелонга               | 1912 — 1956 | электрическая                                                                        |      | |
| 10 | Калгурли      | Западная Австралия   | Трамвай Калгурли               | 1902 — 1952 | электрическая                                                                        |      | |
| 11 | Канберра      | Столичная территория | Canberra light rail network    | 2019 — н.в. | электрическая                                                                        |      | Планируется вторая очередь |
| 12 | Леонора       | Западная Австралия   |                                | 1902 — 1952 | паровая, затем электрическая, затем бензотрамвай                                     |      | |
| 13 | Лонсестон     | Тасмания             | Лонсестонский трамвай          | 1911 — 1952 | электрическая                                                                        |      | |
| 14 | Мейтленд      | Новый Южный Уэльс    |                                | 1909 — 1926 | паровая                                                                              |      | |
| 15 | Мельбурн      | Виктория             | Мельбурнский трамвай           | 1885 — н.в. | конная и паровая канатная, затем электрическая (до 1940 года — в том числе канатная) |      | По состоянию на 2018 год — крупнейшая в мире трамвайная система протяжённостью 250 км.                                                                     |
| 16 | Ньюкасл       | Новый Южный Уэльс    | Ньюкаслский трамвай            | 1887 — 1950 | паровая, затем электрическая                                                         |      | |
| 16 | Ньюкасл       | Новый Южный Уэльс    | Newcastle Light Rail           | 2019 — н.в. | электрическая                                                                        |      | |
| 17 | Перт          | Западная Австралия   | Пертский трамвай               | 1899 — 1958 | электрическая                                                                        |      | В Уайтмен-парке к северу от Перта действует однопутная музейная трамвайная линия (4 км) и экспонируются исторические трамвайные вагоны Западной Австралии. |
| 18 | Портленд      | Виктория             | Portland Cable Tram            | 2002 — н.в. | дизельная                                                                            |      | Туристическая линия длиной 3,7 км, используются исторические вагоны мельбурнского канатного трамвая и их копии.                                            |
| 19 | Рокгемптон    | Квинсленд            | Rockhampton Council Tramways   | 1909 — 1939 | паровая                                                                              |      | В 1988 году паровой трамвай был частично воссоздан как туристический аттракцион с длиной пути 1,1 км.                                                      |
| 20 | Сидней        | Новый Южный Уэльс    | Сиднейская конка               | 1861 — 1866 | конная                                                                               |      | |
| 20 | Сидней        | Новый Южный Уэльс    | Сиднейский трамвай             | 1879 — 1961 | паровая (в том числе канатная), затем электрическая                                  |      | На 1923 год — вторая по протяжённости трамвайная система мира (291 км).                                                                                    |
| 20 | Сидней        | Новый Южный Уэльс    | Sydney Light Rail              | 2019 — н.в. | электрическая                                                                        |      | Вторая по величине современная трамвайная система Австралии.                                                                                               |
| 21 | Сорренто      | Виктория             |                                | 1889 — 1921 | паровая и конная                                                                     |      | |
| 22 | Фримантл      | Западная Австралия   | Трамвай Фримантла              | 1905 — 1952 | электрическая                                                                        |      | |
| 23 | Хобарт        | Тасмания             | Трамвай Хобарта                | 1893 — 1960 | электрическая                                                                        |      | Единственная трамвайная система в Австралии, где ходили двухэтажные трамваи.                                                                               |